# Joan Jett (álbum)
Joan Jett es el álbum debut de Joan Jett que fue lanzado como sello independiente al no ser contratada por ninguna discográfica. El álbum cuenta con la colaboración de 2 miembros de los Sex Pistols que son Steve Jones y Paul Cook. A pesar de que no apareció en los charts el disco llegó a ser certificado oro. La cobertura del disco es la misma que la de Bad Reputation.

## Lista de canciones
1. "Bad Reputation" - 2:46
2. "Make Believe" - 3:02
3. "You Don't Know What You've Got" - 3:31
4. "You Don't Own Me" - 3:24
5. "Too Bad On Your Birthday" - 2:50
6. "Do You Want To Touch Me (Oh Yeah)" - 3:30
7. "Let Me Go" - 2:35
8. "Doing All Right With The Boys" - 3:30
9. "Shout" - 2:47
10. "Jezebel" - 3:23
11. "Don't Abuse Me" - 3:35
12. "Wooly Bully" - 2:20